# Theodore Owusu Asare

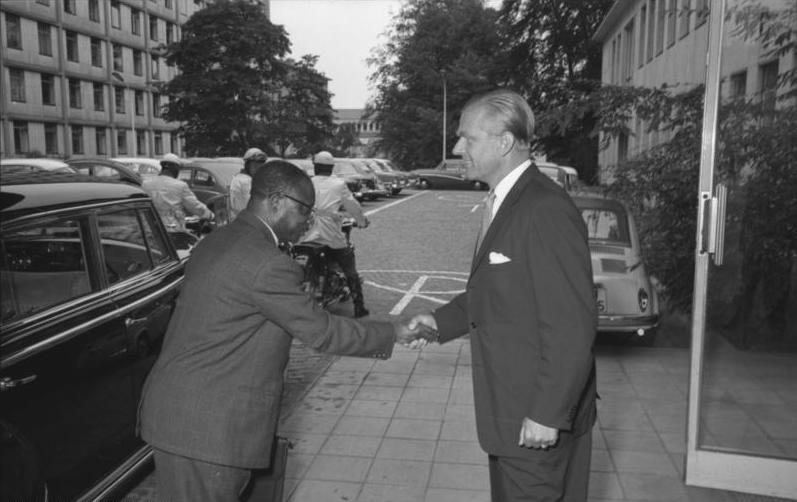
Asare mit Sigismund von Braun (1959)

Theodore Owusu Asare (* 11. April 1903; † unbekannt) war ein ghanaischer Diplomat.

## Werdegang
Asare war ein Nachkomme der Aschanti und lehrte zwischen 1926 und 1928 Geschichte und Sozialwissenschaften an der Presbyterian Boys’ Senior High School in Odumase Krobo. Als Bachelor of Civil Law (B.C.L.) und Bachelor of Laws (LL.B.) arbeitete Asare in den 1930er und 1940er Jahren als Rechtsanwalt in New York City und Umgebung, zwischen 1950 und 1952 vertrat er in Frankreich und Westafrika amerikanische Unternehmen in Handelssachen. Nach der Aufnahme diplomatischer Beziehungen Ghanas mit der Bundesrepublik Deutschland am 14. Juli 1959 war Asare bis 1961 als Botschafter in Bonn akkreditiert. Zwischen dem 13. März 1962 und 1965/66 war er als Botschafter der Republik Ghana in der liberianischen Hauptstadt Monrovia bestellt.
Asare war seit 1937 mit Henrietta Burks verheiratet.